# Charles Tennant (baronnet)
Pour les articles homonymes, voir Charles Tennant.
Sir Charles Clow Tennant (4 novembre 1823 – 4 juin 1906, Byfleet), 1er baronnet, est un homme d'affaires et homme politique libéral écossais.

## Biographie
Petit-fils de Charles Tennant (1768-1838) (en), il devient président de United Alkali Company (en) et de l'Union Bank of Scotland.
Il est membre du Parlement pour Glasgow de 1879 à 1880, puis pour Peebles and Selkirk de 1880 à 1886.
Il est également Trustee de la National Gallery et membre de la Tariff Commission.
Il est créé baronnet en 1885.
Tennant épousa en premières noces Emma Winsloe en 1849, puis en secondes noces Marguerite Agaranthe Miles (1898), cousine de Sir Philip Miles (1825-1888) (en). Il est entre autres le père d'Edward Tennant, de Margot Asquith (épouse de Herbert Henry Asquith), de Charty (épouse de Thomas Lister), de Laura (épouse d'Alfred Lyttelton), de Harold Tennant, de Margaret (épouse de John de Vere Loder), de Katharine Elliot (épouse de Walter Elliot) et de Nancy (épouse de Thomas Dugdale).